# Pteleopsis hylodendron
Espèce
Pteleopsis hylodendron Mildbr. est une espèce de plantes à fleurs de la famille des Combretaceae et du genre Pteleopsis. C'est un arbre présent en Afrique tropicale.  
Selon Plants of the World Online, c'est un synonyme de Terminalia hylodendron.

## Description
C'est un arbre qui peut atteindre 25 ou 40 m, voire occasionnellement 50 m.

## Distribution
Le premier spécimen a été observé, en fleurs, à la fin du mois de décembre 1913, par Mildbraed entre Bipindi et Ebolowa, au sud du Cameroun.
L'espèce est présente dans les forêts d'autres pays d'Afrique de l'Ouest et du Centre.

## Utilisation
Son bois est peu utilisé, mais convient néanmoins pour la construction.
Au Cameroun, c'est l'une des plantes médicinales les plus utilisées, pour traiter notamment la rougeole, la varicelle, les MST, la stérilité féminine, les dysfonctionnements hépatiques ou rénaux.